# Батавы

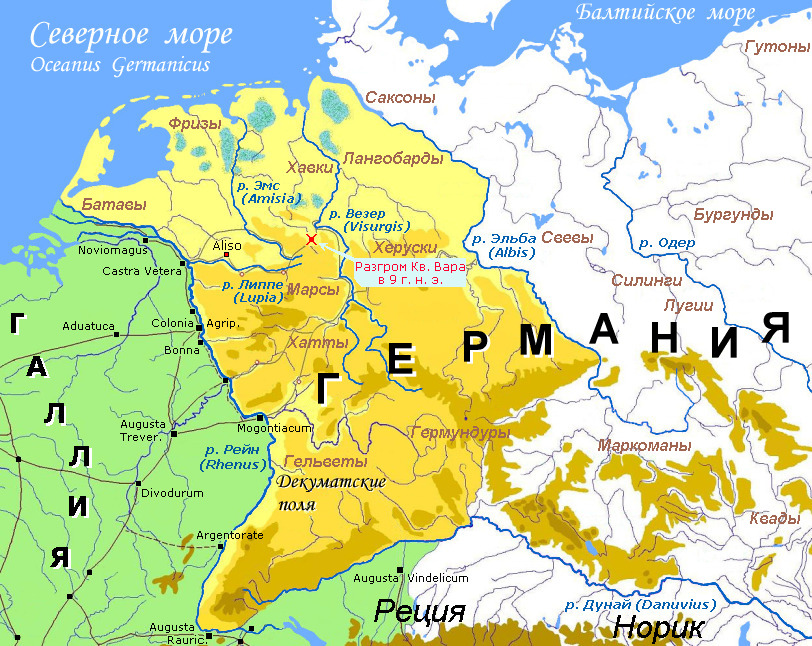
Батавы на берегу Северного (Немецкого) моря.

Бата́вы (лат. Batavi) — древнегерманское племя, отделившееся от хаттов из-за внутренней распри и поселившееся около 50 года до нашей эры в устье Рейна, в римской провинции Белгика.
В другом источнике указано что Batāvi (Batavi), Βαταυοί, Βατάουοι — народ, вышедший из Германии и поселившийся сначала на острове, образуемом Рейном, Вагалием и Мозой, так называемый insula Batavorum («острова Батавов»), потом он распространился далее к югу и земля их стала называться Батавией.

## История
В 12 году до нашей эры батавы были покорены римлянами во главе с Друзом и считались с этого времени преданными союзниками Рима (получили права «союзников»). Поставляли в римское войско всадников, и были свободны от податей римлянам. Единственное исключение составляло восстание батавов в 69 году, под предводительством Цивилиса, вместе с некоторыми другими германскими племенами подняли восстание, когда им удалось захватить лагерь римских легионеров Кастра Ветера вблизи сегодняшнего города Ксантена. В IV веке батавы растворились во франках. В середине IV столетия батавы известны как наёмники в Англии, где они соединились с герулами. Возможно, были завербованы вместе с так называемыми западными герулами, известными за Рейном.
Батавы считались хорошими наездниками (всадниками) и пловцами, летописцы отмечали их мужество и усердие. Из батавов комплектовалась императорская конная гвардия — Equites singulares. В личной охране (страже) римского императора было от 1 000 до 2 000 всадников-батавов (Germani corporis custodes). От батавов пошло название Батавская республика — прежнее название современных Нидерландов (Голландии). Наряду с франками батавы считаются одними из далеких предков современных голландцев и фламандцев.